# 格蘭瑟姆 (新罕布什爾州)
格蘭瑟姆（英語：Grantham）是一個位於美國新罕布什爾州沙利文縣的鎮。

## 人口
根據2020年美國人口普查的數據，格蘭瑟姆的面積為72.65平方千米，當中陸地面積為70.49平方千米，而水域面積為2.16平方千米。當地共有人口3404人，而人口密度為每平方千米47人。